# Ермаков, Игорь Васильевич
Игорь Васильевич Ермаков (14 июня 1977, Белгород) — российский футболист, полузащитник, тренер.
Начал заниматься футболом в шесть лет, когда старший брат Эдуард привёл его к тренеру Евгению Алексеевичу Сахаренкову. В 1994 дебютировал в белгородском «Салюте». Всего отыграл в команде в первом (2006—2009), втором (1994—1995, 1997, 2002—2005) дивизионах и третьей лиге (1996) 12 сезонов. Также выступал в первом дивизионе России за «Факел» Воронеж (1998), «Металлург» Липецк (2000), «Металлург» Красноярск (2001), «Балтику» Калининград (2001). Первый круг сезона-2004 провёл в клубе чемпионата Белоруссии «Дарида» Ждановичи.
С 2010 года работает тренером в «Салюте».